# Li Shanlan
Li Shanlan (xinès: 李善兰)  (Haining City, 2 de gener de 1811 - Pequín, 9 de desembre de 1882) va ser un matemàtic xinès.

## Vida i Obra
Li Shanlan va nàixer en una família benestant d'alts funcionaris de la província de Zhejiang. Va estudiar en escoles privades tradicionals i va demostrar-se diligent i efectiu. Als nou anys ja va començar a estudiar els nou capítols de les arts matemàtiques, un llibre de matemàtiques del segle I que ha dominat les matemàtiques xineses. Als catorze anys va començar a estudiar el sis primers llibres dels Elements d'Euclides, que Matteo Ricci i Xu Guangqi havien traduït al xinès en el segle xvi.

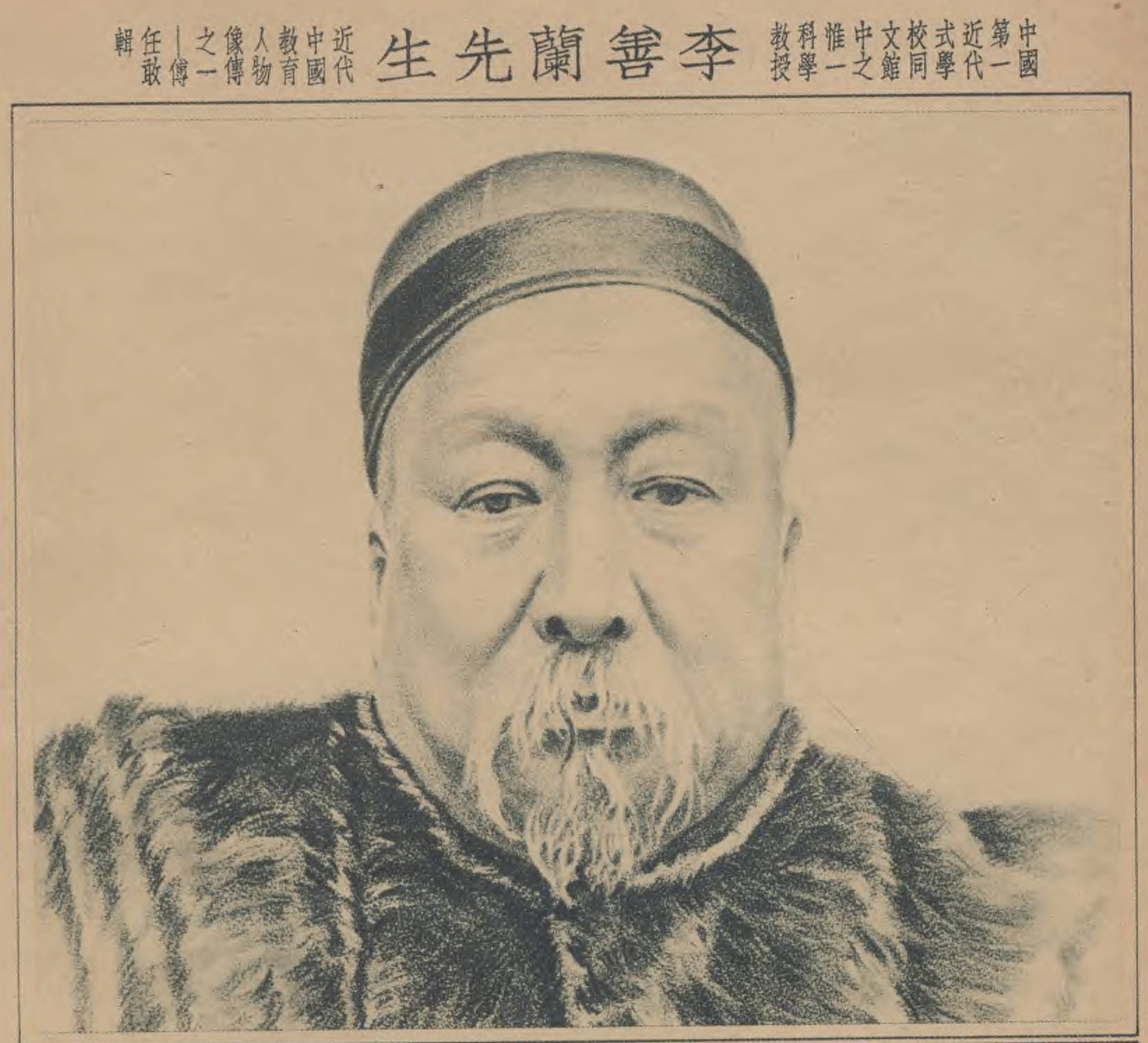
Retrat de Li Shanlan aparegut en un llibre de 1937.

Uns anys després, un cop passats els seus exàmens oficials al seu departament, va anar a la capital de la província, Hangzhou per fer el seu examen provincial, que no va superar pel seu baix coneixement de la poesia i la prosa. Tot i així, na va perdre el temps i va aprofitar per comprar llibres de matemàtiques que no tenia al seu lloc d'origen i amb els que va poder estudiar astronomia i trigonometria.
Els sagnants esdeveniments de les Guerres de l'Opi van fer créixer en ell un sentiment nacionalista, compromès amb el poble i contrari a la governant Dinastia Qing. El 1852, fugint de les guerres, va marxar a Xangai. En els vuit anys que hi va romandre, va entrar en contacte amb els missioners occidentals i, particularment, amb el reverend Alexander Wylie, juntament amb el qual va emprendre les traduccions al xinès de llibres d'Augustus De Morgan, de William Whewell i d'Elias Loomis. Però la traducció que va tenir més influència a la Xina va ser la dels nou llibres restants dels Elements d'Euclides, probablement feta des de la versió d'Henry Billingsley (1570).
Després d'uns anys a Nanjing, on va treballar pels governants provincials, va ser nomenat el 1864 professor de la recent fundada Escola d'Interprets (Tongwen Guan) a la capital, Beijing. Va ser el professor en cap de la seva Divisió d'Astronomia i Matemàtiques fins a la seva mort.
La seva influència en l'occidentalització de la ciència xinesa va ser decisiva.
La seva aportació més notable a les matemàtiques va ser la identitat que porta el seu nom, també coneguda com fórmula sumatòria de Li Shanlan, que, en termes moderns, estableix que
{\displaystyle \sum _{j=0}^{k}{k \choose j}^{2}{{n+2k-j} \choose {2k}}={{n+k} \choose k}^{2}}
publicada de forma retòrica i algorísmica  en el seu llibre 则古昔宅算学 (Zeguxi zhai suanxue) de 1867. La fórmula va ser demostrada el 1954 per Pál Turán i el 1963 per Josef Kaucký en forma més abreviada.